# Aeroportul Brindisi
Aeroportul Brindisi (IATA: BDS, ICAO: LIBR) este un aeroport din Brindisi, Provincia Brindisi, Apulia, Italia ce deservește zona Brindisi. Aeroportul a fost tranzitat în 2023 de 3.168.786 de pasageri. A fost deschis în 1923 și numit după zona deservită.
Situat la o altitudine de 14 m, aeroportul dispune de 2 piste. Este operat de Aeroporti di Puglia⁠(d).

## Infrastructură

### Piste
Aeroportul dispune de 2 piste. Pista 13/31 are suprafața de asfalt și dimensiunile 3.048 m × 45 m. Pista 05/23 are suprafața de asfalt și dimensiunile 1.796 m × 45 m. 